# Zbigniew Borawski
Zbigniew Leopold Borawski (ur. 3 marca 1950) – polski menedżer, ekonomista i urzędnik państwowy, w latach 1989–1991 podsekretarz stanu w Urzędzie Rady Ministrów, w 1989 p.o. jego kierownika.

## Życiorys
Pochodzi z rodziny inteligenckiej z Warszawy, syn oficera Ludowego Wojska Polskiego. W 1972 został absolwentem Wydziału Ekonomiczno-Społecznego Szkoły Głównej Planowania i Statystyki. Przez 16 lat pracował w Ministerstwie Pracy, Płac i Spraw Socjalnych, następnie od 1977 do 1981 pozostawał II sekretarzem ambasady w Berlinie. W latach 1981–1988 był dyrektorem gabinetu ministra, a od grudnia 1987 – dyrektorem generalnym w resorcie pracy.
Od 1 listopada 1988 do 23 stycznia 1991 pełnił funkcję podsekretarza stanu w Urzędzie Rady Ministrów, gdzie kierował pionem administracyjno-gospodarczym.Początkowo (do 15 września 1989) kierował Komitetem Ekonomicznym Rady Ministrów, zaś w okresie od 4 sierpnia do 5 września 1989 był tymczasowym kierownikiem URM. W kolejnych latach wchodził w skład zarządów i rad nadzorczych wielu spółek, m.in. Billa Polen (jako dyrektor generalny), Polsrebro, Polskich Domów Składowych. Został partnerem biznesowym Andrzeja Kuny i Aleksandra Żagla.
Prywatnie zaś posiada dwóch synów.